# 吳士邦
吳士邦（?—?），大清福建臺灣府臺灣县大目降（今属新化區）人，祖籍同安。清朝武進士，武解元。
道光二十五年（1845年）乙巳科会試中式，殿试联捷三甲武进士，獲派官職。在吳進士古厝前，本來保存有三塊匾額，   為「進士」、「解元」、及「都閫府」，以及一把大刀，今已遺失。